# Blob (architektura)

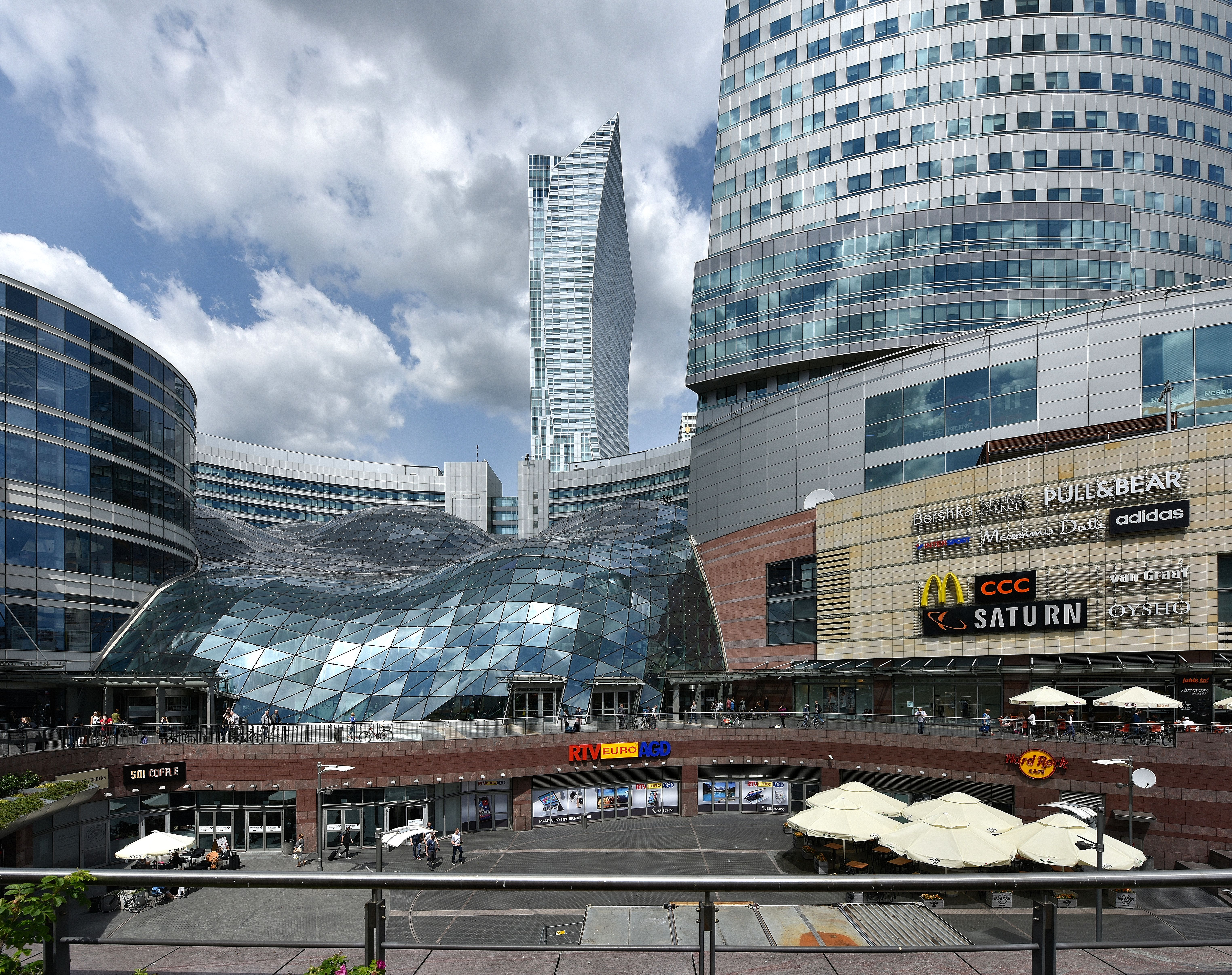
Warszawskie Złote Tarasy

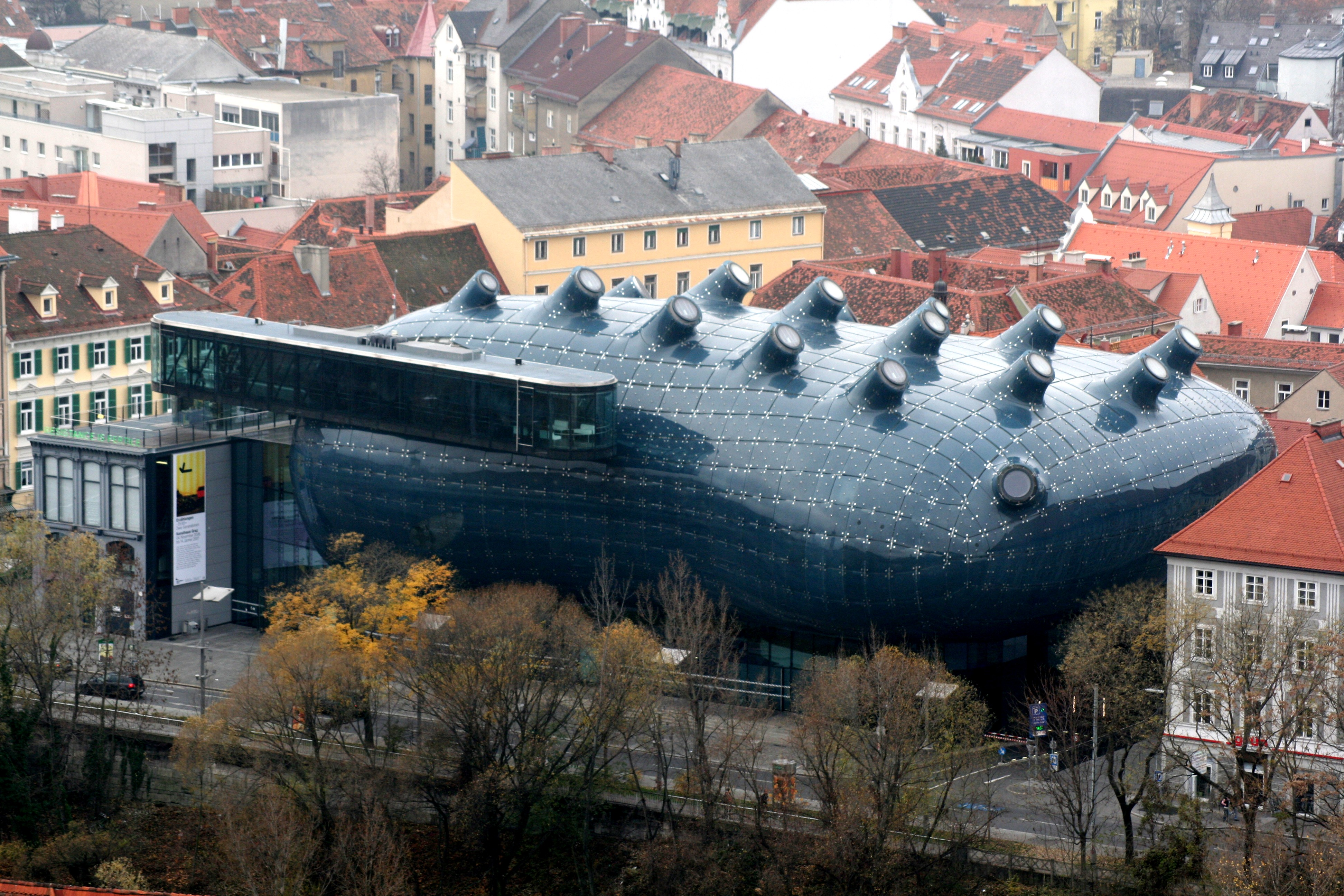
Blob: P. Cook, Kunsthaus w Grazu

Blob (ang. kropelka, kleks) – w architekturze lat 90. XX wieku i początku XXI wieku plastyczna i fantazyjna forma przestrzenna dzieła architektonicznego, stworzona przy użyciu zaawansowanych technik CAD, także określenie stylu takiej architektury.
Formy blobów są abstrakcyjne, niekiedy przywołując odległe porównania do płynnych kształtów przyrodniczych. Najczęściej nie mają zatem związku z wymaganiami funkcjonalnymi i uwarunkowaniami technicznymi, stanowiąc wyrafinowaną grę formalną.

## Wybrani przedstawiciele

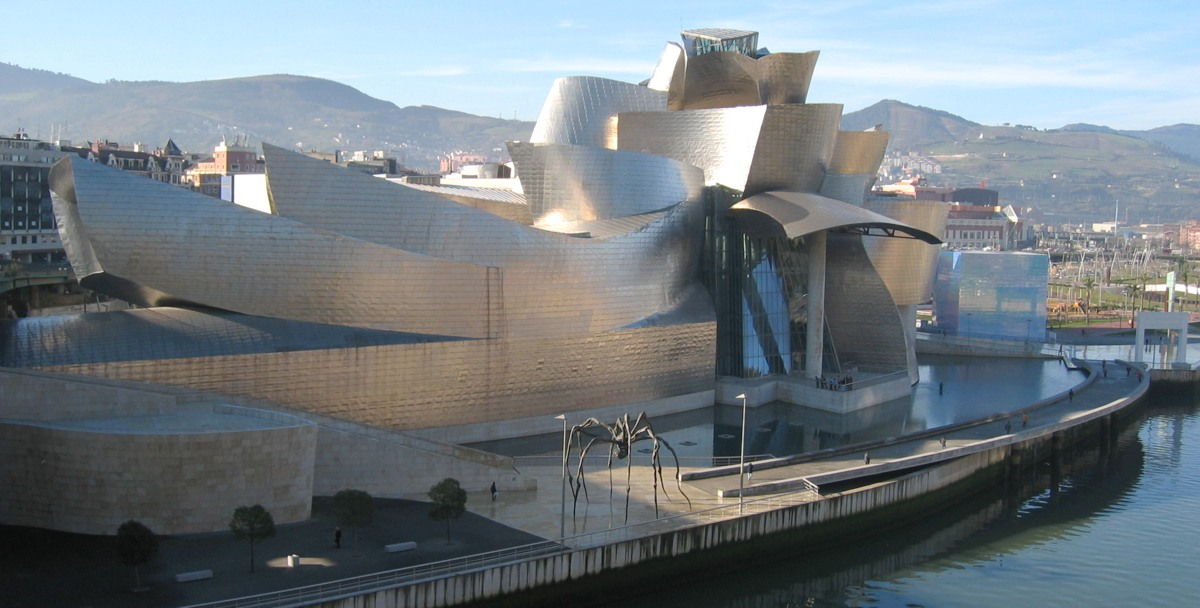
Muzeum Guggenheima w Bilbao

- NOX
- Foreign Office Architects
- Frank Gehry